# Once Upon a Time in the West
Once Upon a Time in the West (Tiếng Ý: C'era una volta il West), Miền Tây ngày ấy, là một bộ phim Viễn Tây Ý do Sergio Leone làm đạo diễn.

## Nội dung
Bộ phim thể hiện câu chuyện về một xung đột xảy ra tại Flagstone, một thị trấn không có thật tại miền Tây nước Mỹ ngày xưa. Cuộc xung đột xảy ra chủ yếu giữa việc tranh giành một khu đất để xây dựng đường sắt và khát vọng tiêu diệt một tên sát thủ máu lạnh. Bô phim xoay quanh cậu chuyện về mảnh đất tên Sweetwater ở một sa mạc cạnh thị trấn Flagstone, nơi có chứa một nguồn nước ngọt dồi dào. Chủ của mảnh đất này là Brett McBain (thủ vai bởi Frank Wolff), ông ta đã nhìn thấy trước được tương lai, và tin chắc rằng sẽ có một tuyến đường sắt ngang qua đây và ông ta sẽ trở nên giàu có khi cung cấp nước ngọt cho tuyến đường này. Sau này, có một tên trùm tên là Morton (thủ vai bởi Gabriele Ferzetti) thấy được điều này nên nảy sinh ý định cướp đi mảnh đất này của ông. Tên trùm cho sát thủ của hắn là Frank (thủ vai bởi Henry Fonda) đến đe doạ Brett McBain để buộc ông ta giao đất, nhưng tên sát thủ này không đến đe doạ mà lại giết Brett McBain và những đứa con của ông.Sau đó tạo hiện trường giả để vu khống cho Cheyenne (thủ vai bởi Jason Robards). Trong khoảng thời gian đó có một cô gái điếm (thủ vai bởi Claudia Cardinale) từ New Orleans đến Flagstone, cô ta tự xưng là vợ sắp cướp của Brett McBain, vì vậy cô ta phải có quyền sở hữu mảnh đất.
Bộ phim mở màn bằng cảnh đáu súng của một sát thủ vô danh (thủ vai bởi Charles Bronson), người lúc nào cũng mang theo bên mình một cây harmonica. Sau này Cheyenne gọi anh ta với tên Harmonica. Trong cảnh đầu phim, Harmonica giết 3 sát thủ do Frank gửi tới. Về sau Harmonica tiết lộ với Cheyenne những tên sát thủ này đã cố cải trang thành người của Cheyenne nhằm vu khống ông ta. Sau đó Cheyenne đến Sweetwater ngay sau khi có người tìm cách tấn công vợ của McBain. Sau đó Harmonica thuyết phục vợ của McBain xây một ga xe lửa tại mảnh đất này, đây cũng là mong muốn của McBain vì ông ta đã đặt mua sẵn gỗ vật liệu để xây dựng ga, nếu không thì cô ấy sẽ mất mảnh đất theo như thoả thuận trong bản hợp đồng.

## Vai diễn
Claudia Cardinale trong vai Jill McBain
Henry Fonda trong vai Frank
Jason Robards trong vai Manuel "Cheyenne" Gutiérrez
Charles Bronson trong vai "Harmonica"
Gabriele Ferzetti trong vai Mr. Morton
Paolo Stoppa trong vai Sam, the Coachman
Marco Zuanelli trong vai Wobbles
Keenan Wynn trong vai cảnh sát trưởng thị trấn Flagstone
Frank Wolff trong vai Brett McBain
Lionel Stander trong vai chủ quán rượu
Woody Strode trong vai Stony, tay súng số 1
Jack Elam trong vai Snaky, tay súng số 2
Al Mulock trong vai Knuckles, tay súng số 3
Enzo Santaniello trong vai Timmy McBain
Simonetta Santaniello trong vai Maureen McBain
Stefano Imparato trong vai Patrick McBain
Joseph Bradley trong vai nguười canh gát trạm xe
Claudio Mancini trong vai anh của "Harmonica"
Dino Mele trong vai "Harmonica" lúc trẻ
Michael Harvey trong vai sát thủ của Frank
Benito Stefanelli trong sát thủ của Frank
Aldo Sambrell trong vai sát thủ của Cheyenne